# 洪珍燮
洪珍燮（홍진섭，1985年10月4日—），韩国足球运动员，曾效力于中国足球甲级联赛球队延边长白虎。

## 俱乐部生涯
2008年，洪珍燮在全北现代汽车开始职业足球生涯，2009年1月10日转会加盟城南一和天马。
2012年1月，洪珍燮加盟中国足球甲级联赛球队延边长白虎。 4月14日，他在延边长白虎客场挑战天津松江的比赛中梅开二度，帮助球队3比0击败对手。